# Soft Cell
Soft Cell é uma dupla de synth-pop britânica que teve sucesso no início da década de 1980, consistindo do vocalista Marc Almond e do instrumentalista Dave Ball.
A dupla é conhecida principalmente por sua versão de 1981 da canção "Tainted Love" e do álbum de estreia de 1981 chamado Non-Stop Erotic Cabaret. As canções do grupo frequentemente enfocavam o amor e o romance, assim como o lado sombrio da vida, com assuntos tal como perversão, transexualidade, drogas e assassinatos.
Venderam 21 milhões de discos ao redor do mundo, além de treze músicas entre as mais tocadas do Reino Unido, cinco delas no Top dez. Conquistaram dois discos de ouro e um de platina.
Em 1982, receberam um Brit Award pela canção "Tainted Love".

## Discografia
- 1981 - Non-Stop Erotic Cabaret
- 1982 - Non-Stop Ecstatic Dancing
- 1983 - The Art of Falling Apart
- 1984 - This Last Night In Sodom
- 2002 - Cruelty Without Beauty
- 2003 - At the BBC: In Session
- 2003 - Live (Soft Cell) Live
- 2005 - The Bedsit Tapes
- 2022 - Happiness Not Included[6][7][8][9]